# Taylor Rivera
Taylor Rivera est un scénariste, producteur, réalisateur, monteur et acteur américain né le 28 juillet 1965 à Manhattan, New York (États-Unis).

## Filmographie

### comme scénariste
- 1997 : Trend TV
- 2002 : Psychotic
- 2002 : Code Blue
- 2003 : Sound Factory

### comme producteur
- 1997 : Trend TV
- 2002 : Psychotic
- 2002 : Code Blue
- 2003 : Sound Factory

### comme réalisateur
- 1997 : Trend TV
- 2003 : Sound Factory

### comme monteur
- 1997 : Trend TV
- 2003 : Sound Factory

### comme acteur
- 2002 : Psychotic : Johnnie Montana
- 2002 : Code Blue : Simon